# Traverspine River
Der Traverspine River oder Manatueu-shipiss (aus der Innu-Sprache) ist ein etwa 90 km langer rechter Nebenfluss des Churchill River im zentralen Südosten der Labrador-Halbinsel in der kanadischen Provinz Neufundland und Labrador.

## Flusslauf
Der Traverspine River hat seinen Ursprung in einem 510 m hoch gelegenen kleinen namenlosen See, 24 km südlich von Muskrat Falls. Der Fluss strömt anfangs 25 km in überwiegend ostsüdöstlicher Richtung. Dabei durchquert er eine Seenkette. Weiter südlich verläuft der Kenamu River. Der Traverspine River wendet sich im Mittel- und Unterlauf in Richtung Nordnordost. Bei Flusskilometer 50 kreuzt der Trans-Labrador Highway den Fluss. Der Traverspine River durchfließt das Tiefland und bildet dabei zahlreiche Mäander aus. 8 km oberhalb der Mündung trifft der Atshakash-shipiss von rechts auf den Fluss. Dieser mündet schließlich in das rechte Ufer des Churchill River, 14 km oberhalb dessen Mündung in den Lake Melville. Auf der gegenüberliegenden Uferseite des knapp 2 km breiten Unterlaufs des Churchill River befindet sich die Kleinstadt Happy Valley-Goose Bay. Der Traverspine River entwässert ein Areal von 728 km².

## Fischfauna
Im Traverspine River kommen folgende Fischarten vor: Atlantischer Lachs, Bachsaibling (anadrome und nicht-anadrome Form), Arktischer Stint und Quappe. Der Lachsbestand im Flusssystem wird als ungefährdet eingeschätzt.